# 太平镇 (乐山市)
太平镇，是中华人民共和国四川省乐山市沙湾区下辖的一个乡镇级行政单位。2019年12月，撤销谭坝乡，将其所属行政区域划归太平镇管辖。将太平镇孙坝村3至5组所属行政区域划归嘉农镇管辖。

## 行政区划
太平镇下辖以下地区：
太平社区、罗一村、付塘村、天顺井村、稻麦村、五高山村、老码头村、草坝村、杜家桥村、费槽村、张湾村、双星村、杨村坝村、马胡埂村、月耳坝村、肖店村和孙坝村。
2019年12月调整后，太平镇辖太平社区、草坝社区、老矿社区、休养院社区、罗一村、付塘村、天顺井村、稻麦村、老码头村、草坝村、五高山村、杜家桥村、费槽村、肖店村、月咡坝村、马胡埂村、杨村坝村、双星村、张湾村、孙坝村1至2组和原谭坝乡所属行政区域。